# Crazy (Seal)
Crazy is een nummer van de Britse zanger Seal. Het is de tweede single van zijn naar zichzelf vernoemde debuutalbum uit 1991. Op 26 november 1990 werd het nummer wereldwijd op single uitgebracht.

## Achtergrond
"Crazy" werd aan beide kanten van de Atlantische Oceaan een grote hit. In alle landen waarin de single de hitlijsten haalde, werd de top 10 bereikt. In thuisland het Verenigd Koninkrijk bereikte de plaat de 2e positie in de UK Singles Chart. In Ierland werd de 6e positie bereikt, in de Verenigde Staten de 7e, in Nieuw-Zeeland de 8e en in Canada en Australië de 9e positie. In Zweden, Zwitserland en de Eurochart Hot 100 werd de nummer 1-positie bereikt.
In Nederland werd de single door dj Frits Spits en producer-invaller Tom Blomberg veel gedraaid in het populaire radioprogramma De Avondspits op Radio 3 en werd een gigantische hit in de destijds twee landelijke hitlijsten op de nationale publieke popzender. De single bereikte de nummer 1-positie in zowel de Nederlandse Top 40 als de Nationale Top 100.
In België bereikte de single eveneens de nummer 1-positie in zowel de voorloper van de Vlaamse Ultratop 50 als de Vlaamse Radio 2 Top 30 en was meteen ook de grootste hit die Seal in beide Vlaamse hitlijsten had. In Wallonië werd géén notering behaald.
In 2005 bracht zangeres Alanis Morissette een cover van het nummer uit, voor een radio-en televisie reclamespot van kledingmerk Gap. Deze versie haalde in Morissette's thuisland Canada de 29e positie.
In Nederland bereikte deze versie de Nederlandse Top 40 op destijds Radio 538 niet, maar bleef vijf weken steken in de Tipparade. Ook de publieke hitlijst; toentertijd de Mega Top 50 op 3FM, werd niet bereikt. Wél bereikte de single de 40e positie in de Single Top 100.
In België bleef de single steken op een 4e positie in de Vlaamse "Ultratip" en werd de Vlaamse Ultratop 50 niet bereikt. Ook in de Vlaamse Radio 2 Top 30 en de Waalse hitlijst werd géén notering behaald.

## Hitnoteringen

### Nederlandse Top 40
| Hitnotering: 19-01-1991 t/m 20-04-1991 | Hitnotering: 19-01-1991 t/m 20-04-1991 | Hitnotering: 19-01-1991 t/m 20-04-1991 | Hitnotering: 19-01-1991 t/m 20-04-1991 | Hitnotering: 19-01-1991 t/m 20-04-1991 | Hitnotering: 19-01-1991 t/m 20-04-1991 | Hitnotering: 19-01-1991 t/m 20-04-1991 | Hitnotering: 19-01-1991 t/m 20-04-1991 | Hitnotering: 19-01-1991 t/m 20-04-1991 | Hitnotering: 19-01-1991 t/m 20-04-1991 | Hitnotering: 19-01-1991 t/m 20-04-1991 | Hitnotering: 19-01-1991 t/m 20-04-1991 | Hitnotering: 19-01-1991 t/m 20-04-1991 | Hitnotering: 19-01-1991 t/m 20-04-1991 | Hitnotering: 19-01-1991 t/m 20-04-1991 | Hitnotering: 19-01-1991 t/m 20-04-1991 |
| Week                                   | 1                                      | 2                                      | 3                                      | 4                                      | 5                                      | 6                                      | 7                                      | 8                                      | 9                                      | 10                                     | 11                                     | 12                                     | 13                                     | 14                                     |                                        |
| -------------------------------------- | -------------------------------------- | -------------------------------------- | -------------------------------------- | -------------------------------------- | -------------------------------------- | -------------------------------------- | -------------------------------------- | -------------------------------------- | -------------------------------------- | -------------------------------------- | -------------------------------------- | -------------------------------------- | -------------------------------------- | -------------------------------------- | -------------------------------------- |
| Nummer                                 | 31                                     | 15                                     | 10                                     | 3                                      | 2                                      | 1                                      | 1                                      | 1                                      | 2                                      | 3                                      | 7                                      | 14                                     | 23                                     | 40                                     | uit                                    |

### Nationale Top 100
| Hitnotering: 12-01-1991 t/m 04-05-1991 | Hitnotering: 12-01-1991 t/m 04-05-1991 | Hitnotering: 12-01-1991 t/m 04-05-1991 | Hitnotering: 12-01-1991 t/m 04-05-1991 | Hitnotering: 12-01-1991 t/m 04-05-1991 | Hitnotering: 12-01-1991 t/m 04-05-1991 | Hitnotering: 12-01-1991 t/m 04-05-1991 | Hitnotering: 12-01-1991 t/m 04-05-1991 | Hitnotering: 12-01-1991 t/m 04-05-1991 | Hitnotering: 12-01-1991 t/m 04-05-1991 | Hitnotering: 12-01-1991 t/m 04-05-1991 | Hitnotering: 12-01-1991 t/m 04-05-1991 | Hitnotering: 12-01-1991 t/m 04-05-1991 | Hitnotering: 12-01-1991 t/m 04-05-1991 | Hitnotering: 12-01-1991 t/m 04-05-1991 | Hitnotering: 12-01-1991 t/m 04-05-1991 | Hitnotering: 12-01-1991 t/m 04-05-1991 | Hitnotering: 12-01-1991 t/m 04-05-1991 | Hitnotering: 12-01-1991 t/m 04-05-1991 |
| Week                                   | 1                                      | 2                                      | 3                                      | 4                                      | 5                                      | 6                                      | 7                                      | 8                                      | 9                                      | 10                                     | 11                                     | 12                                     | 13                                     | 14                                     | 15                                     | 16                                     | 17                                     |                                        |
| -------------------------------------- | -------------------------------------- | -------------------------------------- | -------------------------------------- | -------------------------------------- | -------------------------------------- | -------------------------------------- | -------------------------------------- | -------------------------------------- | -------------------------------------- | -------------------------------------- | -------------------------------------- | -------------------------------------- | -------------------------------------- | -------------------------------------- | -------------------------------------- | -------------------------------------- | -------------------------------------- | -------------------------------------- |
| Nummer                                 | 66                                     | 45                                     | 23                                     | 15                                     | 7                                      | 3                                      | 2                                      | 1                                      | 2                                      | 6                                      | 7                                      | 9                                      | 16                                     | 21                                     | 42                                     | 57                                     | 88                                     | uit                                    |

### NPO Radio 2 Top 2000
| Nummer met noteringen in de NPO Radio 2 Top 2000 | '99 | '00 | '01 | '02 | '03 | '04 | '05 | '06 | '07  | '08 | '09 | '10 | '11 | '12  | '13 | '14 | '15 | '16 | '17 | '18  | '19  | '20  | '21  | '22  | '23  | '24  |
| ------------------------------------------------ | --- | --- | --- | --- | --- | --- | --- | --- | ---- | --- | --- | --- | --- | ---- | --- | --- | --- | --- | --- | ---- | ---- | ---- | ---- | ---- | ---- | ---- |
| Crazy                                            | 507 | -   | 968 | 512 | 501 | 784 | 903 | 977 | 1141 | 856 | 934 | 942 | 969 | 1064 | 868 | 812 | 821 | 915 | 938 | 1353 | 1409 | 1391 | 1462 | 1513 | 1468 | 1400 |

1. ↑  Een '-' betekent dat het nummer niet was genoteerd en een vetgedrukt getal geeft de hoogste notering aan.